# Újireg
Újireg là một thị trấn thuộc hạt Tolna, Hungary. Thị trấn này có diện tích 10,9 km², dân số năm 2010 là 302 người, mật độ 28 người/km².